# ペガスス座EQ星
ペガスス座EQ星（グリーゼ896としても知られる）とは、太陽系から近い距離にある2つの赤色矮星からなる連星系である。これらの恒星は閃光星であり、スペクトル分類はそれぞれM4VeとM6Veで、恒星間は現在5.8秒角離れている。この連星系は20.4光年離れた距離にあり、年齢は9億5000万年である。恒星Aには1つの太陽系外惑星が周囲を公転していることが知られている。

## 発見
ペガスス座EQ星が最初に連星であることに気付いたのはCarl A. Wirtanenで、彼はM型矮星のマコーミック天文台の写真乾板の体系的な調査の過程で、3.5秒角の間隔でAより約2等級ほど暗い伴星を検出した。
これらの恒星はまた、数年の軌道周期を持つ解決されていない未知の伴星を含む単線分光連星であると考えられている。

## 惑星系
2022年に、木星型惑星が電波天文学の観測によってペガスス座EQ星Aの周囲に発見された。TVLM 513-46546の惑星とともに、これは完全にアストロメトリ法を使用して発見された最初の確認された太陽系外惑星である。
| 名称 （恒星に近い順） | 質量         | 軌道長半径 （天文単位） | 公転周期 (日) | 軌道離心率 | 軌道傾斜角   | 半径 |
| --------------------- | ------------ | ----------------------- | ------------- | ---------- | ------------ | ---- |
| b                     | 2.26±0.57 MJ | 0.64282±0.00068         | 284.39±1.47   | 0.35±0.19  | 69.20±25.61° | —    |

## ギャラリー
- Norton et al.（2007）からによるペガスス座EQ星Aの光度曲線[14]
- Mathioudakis et al.（2006）からによるペガスス座EQ星Bのフレアの紫外線バンドの光度曲線[15]